# В паутине (фильм)
«В паутине» (кор. 거미집, англ. Cobweb) — художественный фильм корейского режиссёра Ким Чжи Уна, главную роль в котором сыграл Сон Кан Хо. Премьера картины состоялась в мае 2023 года на Каннском кинофестивале.

## Сюжет
Фильм представляет собой чёрную комедию. Действие происходит в 1970-е годы, главный герой — кинорежиссёр, который пытается снять концовку фильма, но сталкивается с цензурой, прихотями продюсеров и актёров.

## В ролях
- Сон Кан Хо — режиссёр Ким[4]
- Лим Суджон — Ли Минми, актриса
- Кристал — Хан Юрим, молодая актриса
- Чон Ёбин — Син Мидо

## Премьера и восприятие
Премьера картины состоялась в мае 2023 года на Каннском кинофестивале, где фильм был показан вне конкурса.